# Euplexidia pallidivirens
Euplexidia pallidivirens är en fjärilsart som beskrevs av Yoshimoto 1987. Euplexidia pallidivirens ingår i släktet Euplexidia och familjen nattflyn. Inga underarter finns listade i Catalogue of Life.

## Bildgalleri

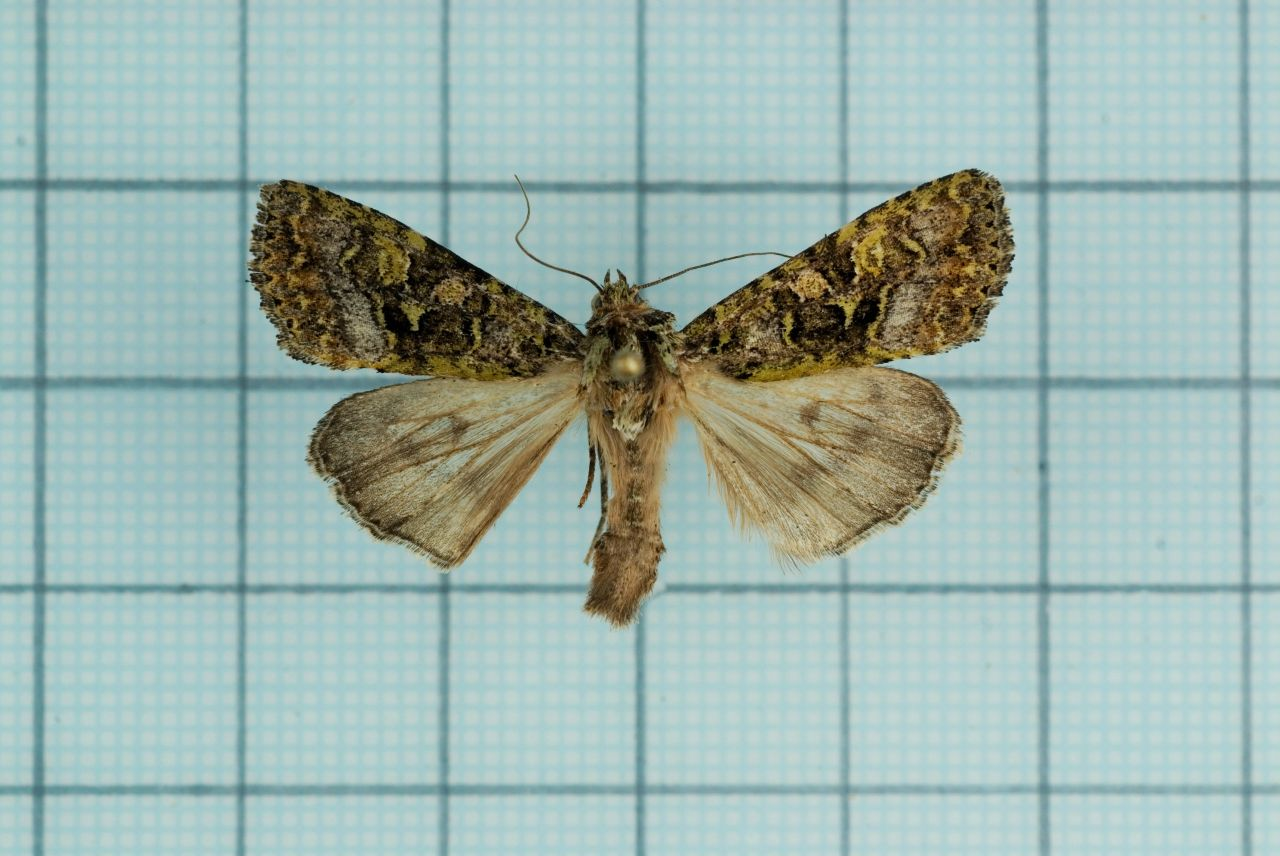
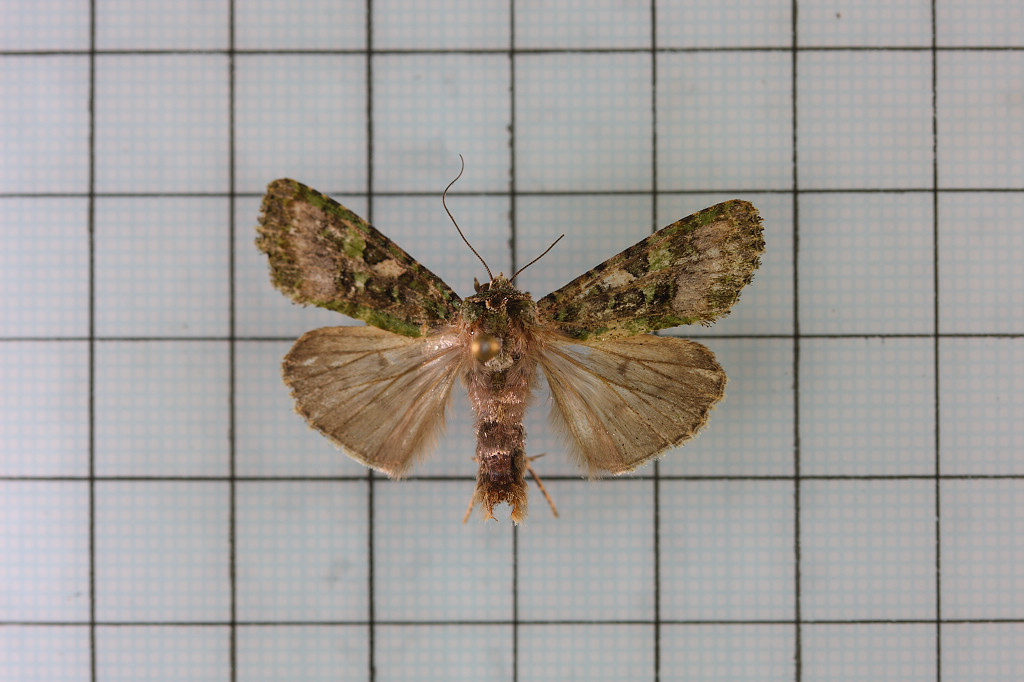
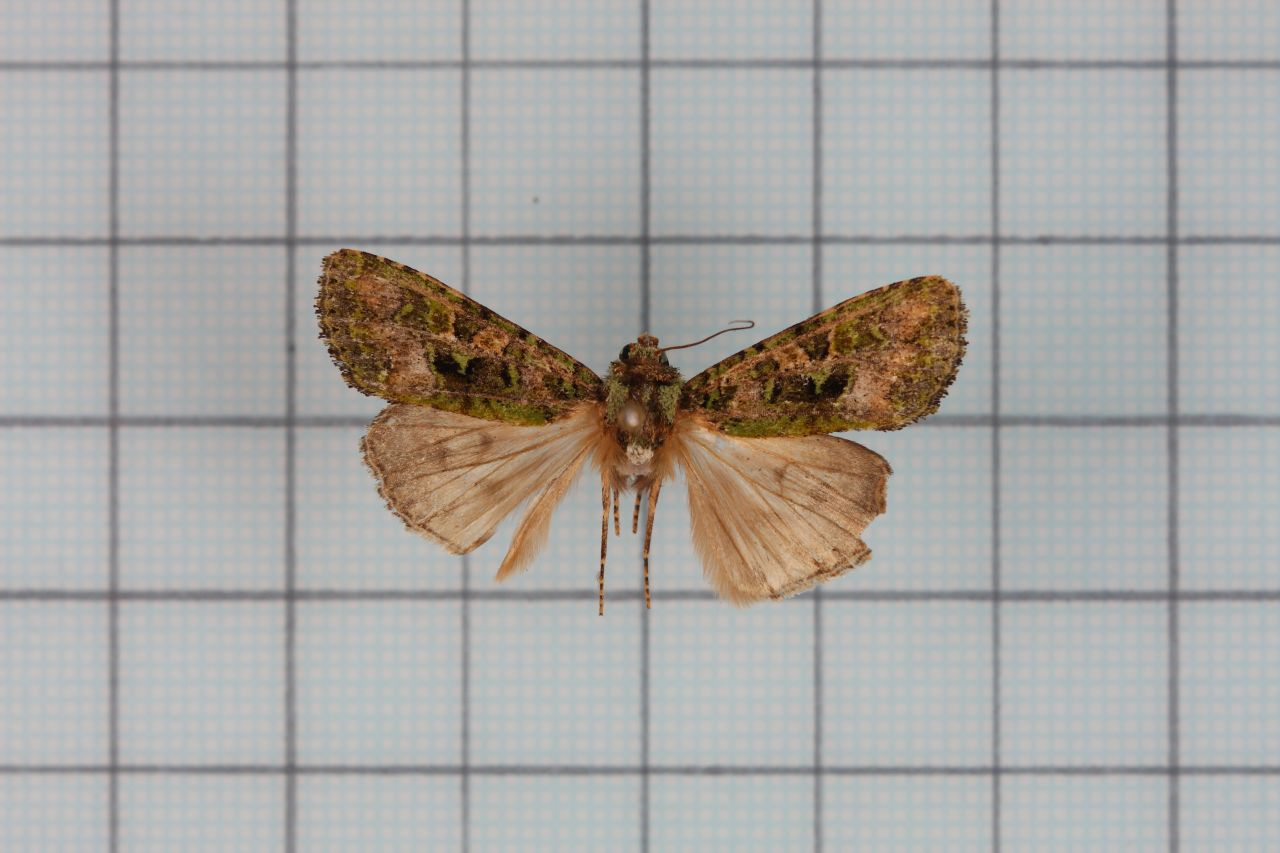
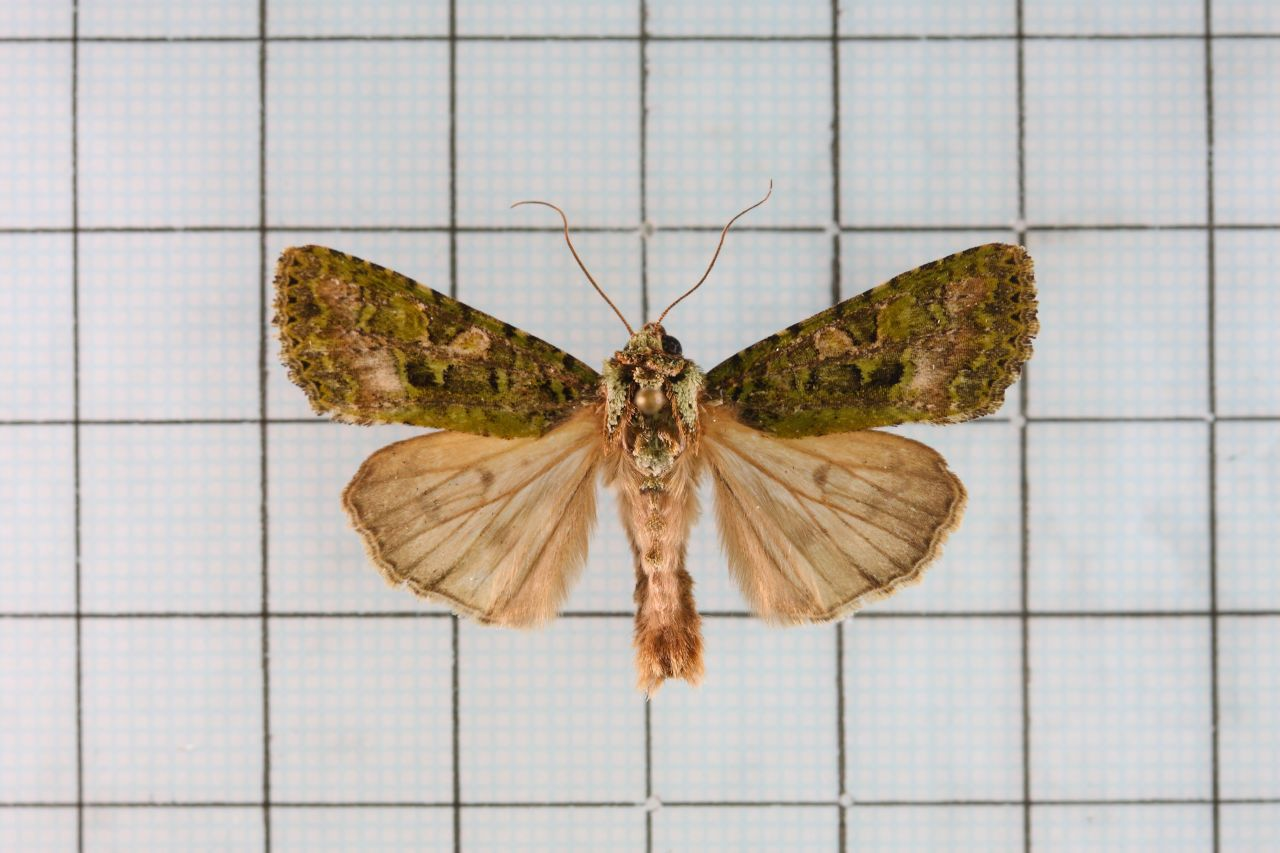